# Cá sơn Xiêm
Cá sơn Xiêm (Parambassis siamensis) là một loài cá nước ngọt thuộc họ Ambassidae. Chúng có nguồn gốc từ phần lục địa Đông Nam Á ở các nước Thái Lan, Campuchia, Việt Nam và Lào; các ghi nhận xuất hiện tại Singapore và Java (Indonesia) có lẽ là do quá trình du nhập. Phạm vi phân bố của chúng bao gồm lưu vực các sông Mekong, Mae Klong và Chao Phraya. Chúng có thể đạt đến kích cỡ 7,5 cm (3,0 in) mặc dù kích thước trung bình chỉ đạt khoảng 4 cm (1,6 in).